# Korallbusksläktet

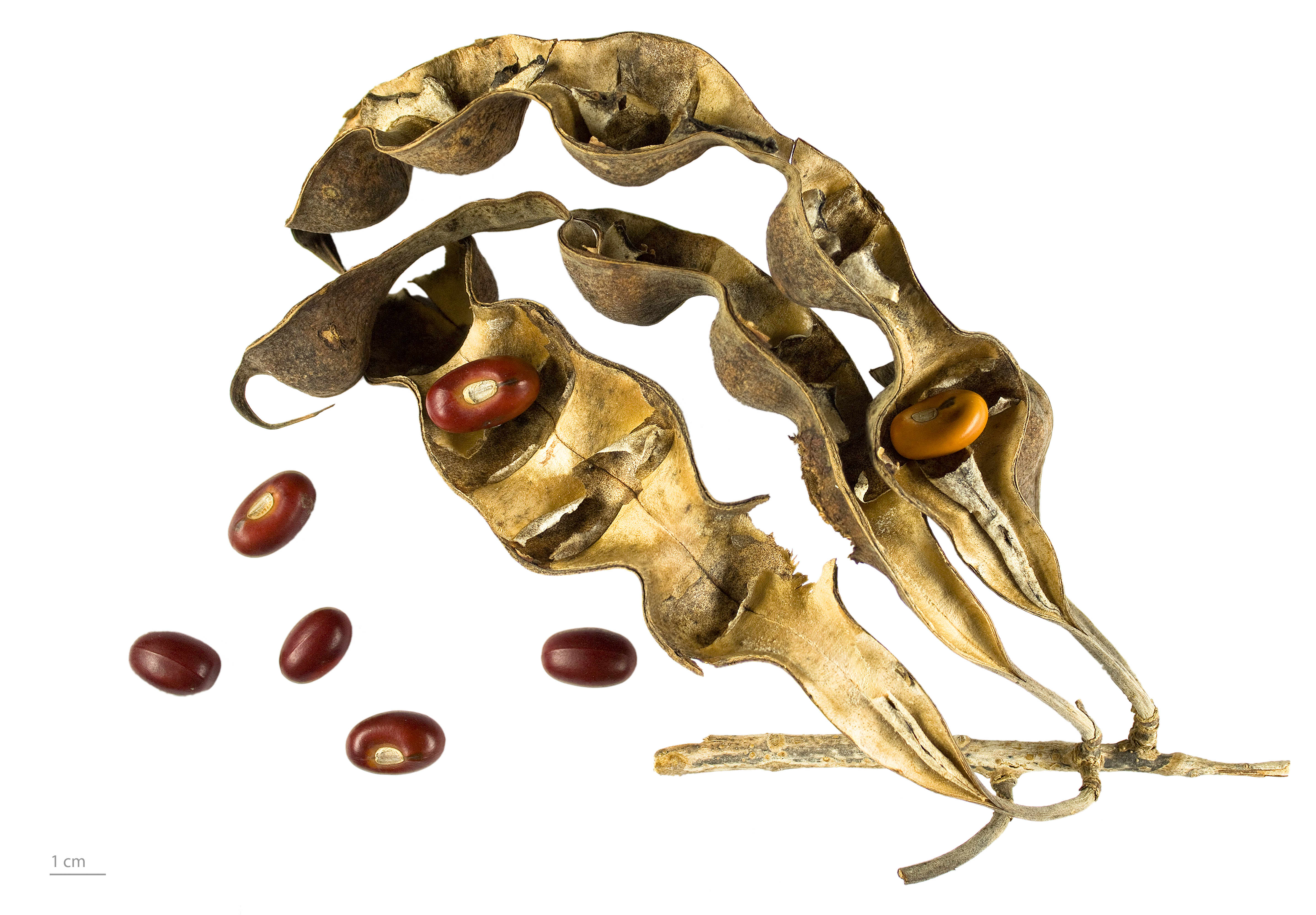
Erythrina flabelliformis

Korallbusksläktet (Eryhtrina) är ett släkte i familjen ärtväxter. De återfinns i tropiska och subtropiska regioner över hela världen. Många av arterna har klarröda blommor, och detta är eventuellt ursprunget till det gemensamma namnet (från grekiska ερυθρος).  Men grenarna kan växa i en form som påminner om korall, vilket är en alternativ förklaring till namnet. 
Inte alla arter i släktet har röda blommor; i synnerhet Etythrina sandwicensis uppvisar en mycket stor variation vad gäller blomfärg med orange, gula, laxfärgade, gröna och vita blommor hos naturligt förekommande populationer. 

## Arter
Släktet innehåller ungefär 130 arter, några av dem välkända som parkträd och i andra planteringar i stadsmiljö, i synnerhet i torra områden. Bland arterna återfinns:
- Abessinskt korallträd (E. abyssinica)
- Indiskt korallträd (E. variegata)
- Korallbuske (E. crista-galli) - (Sydamerika)
- Mulungu (E. verna) – (Sydamerika)
- Erythrina caffra  (Sydafrika)
- Erythrina edulis –  (Anderna)
- Erythrina flabelliformis –  (Arizona, New Mexico)
- Erythrina herbacea – (Sydöstra USA)
- Erythrina humeana – (Sydafrika)
- Erythrina lysistemon –  (Sydafrika)
- Erythrina sandwicensis –  (Hawaii)

Alla arter av korallbuskar har bönlika fröbaljor.